# Comuna Sosnivka, Dubno
Sosnivka (în ucraineană Соснівка) este o comună în raionul Dubno, regiunea Rivne, Ucraina, formată din satele Bondari, Iasenivka, Klîpeț, Nahoreanî și Sosnivka (reședința).

## Demografie
Componența lingvistică a comunei Sosnivka
     Ucraineană (99,68%)
     Alte limbi (0,32%)
Conform recensământului din 2001, majoritatea populației comunei Sosnivka era vorbitoare de ucraineană (99,68%), existând în minoritate și vorbitori de alte limbi.